# Comuna Perevalî, Turiisk
Perevalî (în ucraineană Перевали) este o comună în raionul Turiisk, regiunea Volînia, Ucraina, formată din satele Ohotnîkî, Oserebî, Perevalî (reședința) și Torhovîșce.

## Demografie
Componența lingvistică a satului Perevalî
     Ucraineană (99,53%)
     Alte limbi (0,47%)
Conform recensământului din 2001, majoritatea populației satului Perevalî era vorbitoare de ucraineană (99,53%), existând în minoritate și vorbitori de alte limbi.